# José Vicente Cuxart
José Vicente Cuxart Vaquero (Cornellà de Llobregat, 4 de julio de 1962-Valencia, 10 de abril de 2020) fue un futbolista español que ocupaba la posición de centrocampista y defensa central.

## Carrera deportiva
Formado en su localidad natal, Cornellà de Llobregat, fichó por el Mestalla por consejo de Solsona. Pasó al primer equipo del Valencia la temporada 1984-85, disputando veintisiete partidos oficiales y marcando dos goles en dos temporadas. Tras el descenso, fichó por el Alzira, y posteriormente jugó en los equipos C.E.Sabadell, Levante U.D., U.D. Alzira, A.E.C. Manlleu y Villarreal C.F..
Su hermano pequeño, Enrique Cuxart, también fue futbolista.
Después de colgar las botas, trabajó brevemente como entrenador, y posteriormente se dedicó a la seguridad privada hasta que volvió a trabajar para el Valencia CF como responsable de la Ciudad Deportiva. Falleció en Valencia a los cincuenta y siete años, tras una larga enfermedad.